# Мохеби, Мохаммад
Мохаммад Мохеби (перс. محمد محبی‎; род. 20 декабря 1998, Бушир) — иранский футболист, полузащитник «Ростова» и сборной Ирана.

## Карьера

### Клубная
Родился в 1998 году в Бушире. В 2017 году влился в основной состав клуба «Шахин», перебравшись в основу из молодёжного состава клуба. В 2019 году перешёл в качестве свободного агента в «Сепахан», в 2020 году выиграл вместе с клубом серебряные награды чемпионата Ирана. В следующем сезоне принял участие в матчах Лиги чемпионов АФК.
Летом 2021 года был продан в португальскую «Санта-Клару», заключил с клубом трёхлетний контракт. Отыграл в чемпионате Португалии 16 матчей, в которых забил 3 гола, в большинстве игр выходил на замену (в среднем проводя на поле 27 минут за матч).
Летом 2022 года был отдан в аренду в иранский «Эстегляль», с которым выиграл суперкубок Ирана. Быстро занял место в основном составе, сыграв в 28 матчах национального чемпионата, отметился восемью голами и вместе с клубом завоевал бронзовые награды чемпионата Ирана.
В конце сезона у «Эстегляля» начались финансовые трудности, и Мохеби вернулся из аренды в «Санта-Клару», а в июле был продан в «Ростов». В марте 2024 года был признан лучшим игроком месяца в Чемпионате России.

### Сборная
Дебютировал в составе сборной Ирана 10 октября 2019 года в матче отборочного турнира к Чемпионату мира 2022 против сборной Камбоджи (14:0). В своём первом же матче за национальную сборную оформил дубль. Третий гол за сборную забил 28 марта 2023 года в товарищеском матче против сборной Кении (2:1).
Переход в состав «Ростова» во многом состоялся из-за показанного Мохеби высокого уровня игры в товарищеском матче против сборной России в марте 2023 года (1:1), в той игре он заработал пенальти. Именно в этом матче на него обратил внимание главный тренер сборной России Валерий Карпин, совмещающий пост главного тренера сборной с постом главного тренера «Ростова».

## Достижения

### Командные
- Обладатель Суперкубка Ирана: 2022

### Личные
- В списке 33 лучших футболистов чемпионата России: № 1 — 2023/24